# La Promenade dans la forêt
La Promenade dans la forêt est un tableau du peintre français Henri Rousseau réalisé vers 1886. Cette peinture à l'huile sur toile représente, dans un style naïf, une femme en robe rouge se retournant sur elle-même pendant une promenade en forêt. Cette peinture est conservée à la Kunsthaus de Zurich, en Suisse.